# 纹尺蛾属
纹尺蛾属为尺蛾科的一个属。 
它唯一的物种琴纹尺蛾（Abraxaphantes perampla）由 Swinhoe 在 1890 年首次描述。(Swinhoe, 1890) 发现于缅甸。和泰国。

## 下属物种
本属包括以下物种：
- 琴纹尺蛾 Abraxaphantes perampla Swinhoe, 1890